# ベルトラン・デュ・ゲクラン

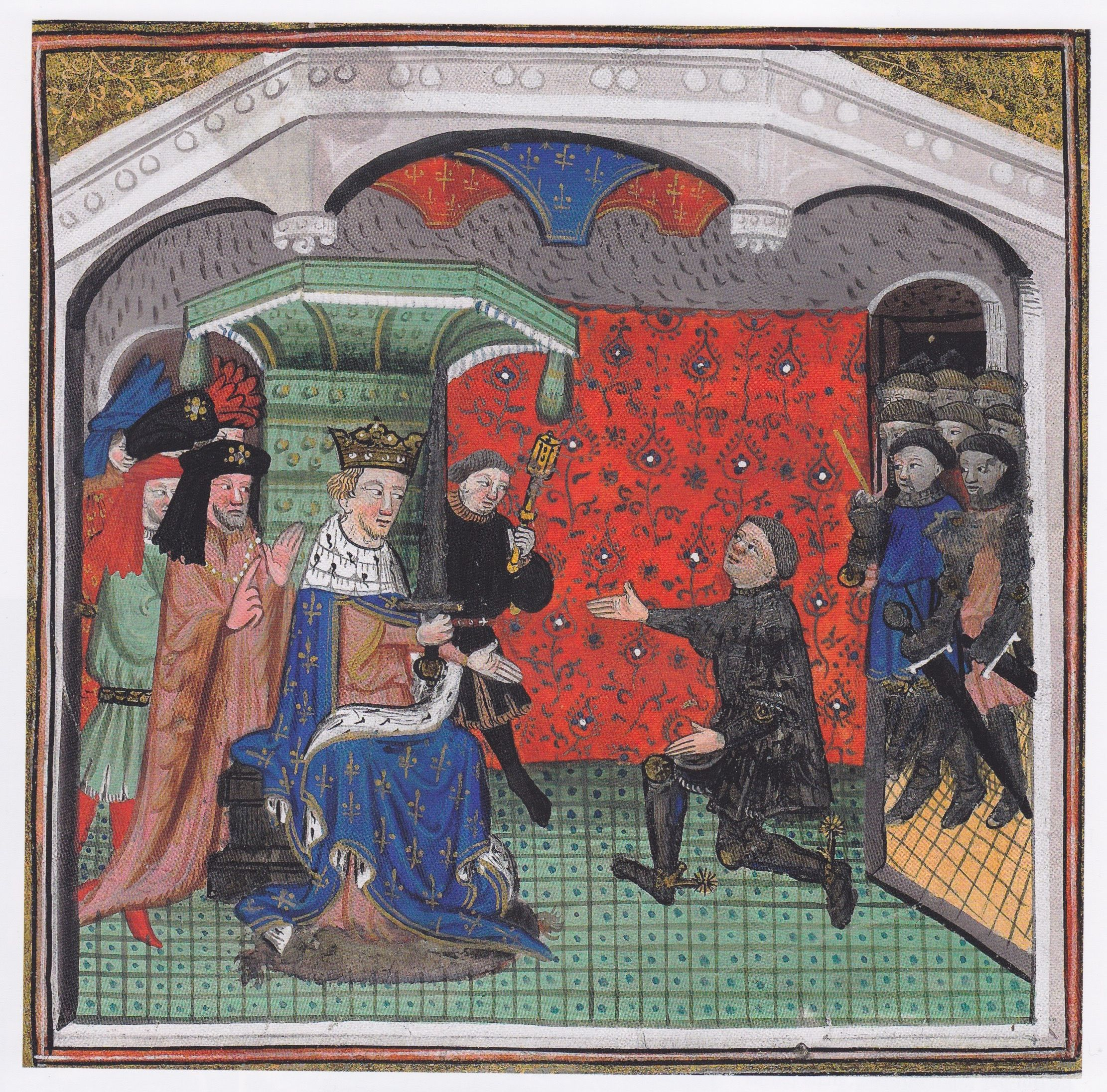
シャルル5世により総司令官に任ぜられるデュ・ゲクラン（『ベルトラン・デュ・ゲクランの年代記』より、15世紀）

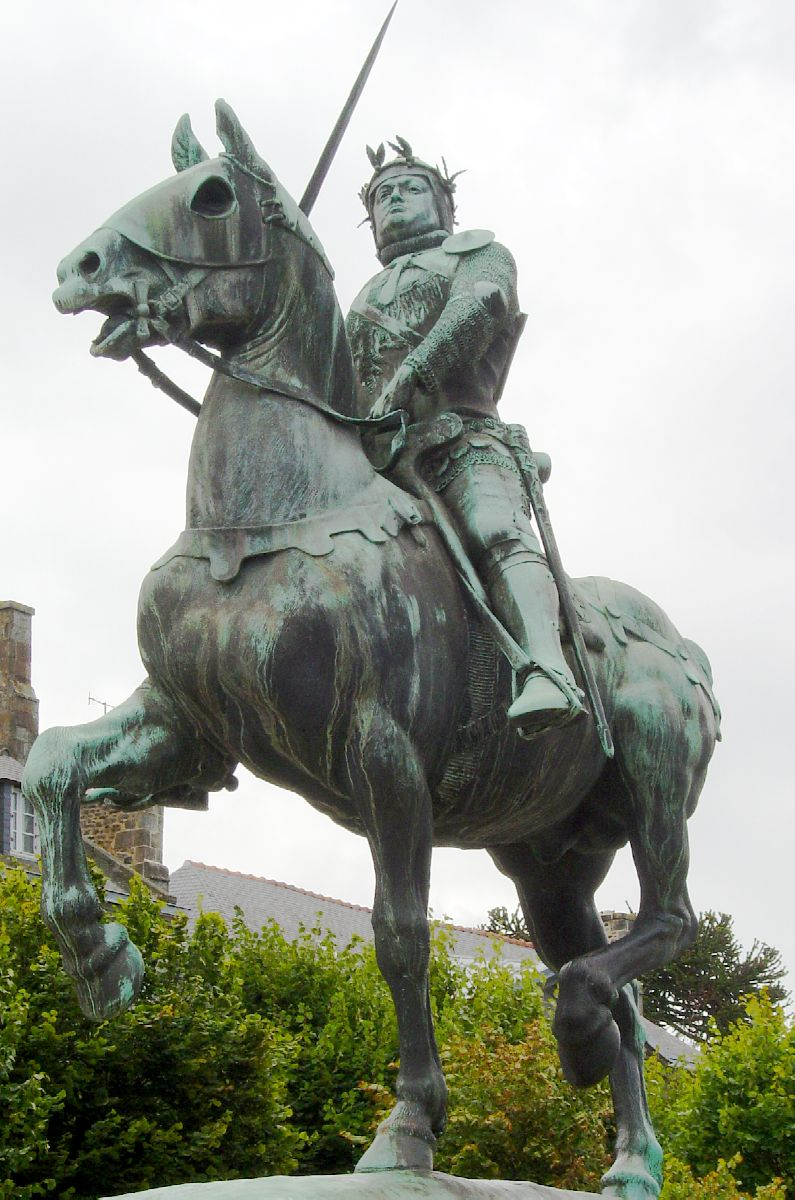
郷里ディナン市にあるベルトラン・デュ・ゲクランの銅像

ベルトラン・デュ・ゲクラン（Bertrand du Guesclin, 1320年 - 1380年7月13日）は、中世フランスの軍人。百年戦争初期に大活躍してフランスの劣勢を挽回した。フランス王軍総司令官（en）でもあった。
奇襲や夜襲など少ない兵力を有効に活用するゲリラ的戦術を得意とした。大会戦を避け、焦土作戦を取ったことでも有名である。

## 生涯
ベルトラン・デュ・ゲクランは、ブルターニュのディナン近郊でラ・モット・ブローン城主ロベール2世・デュ・ゲクランと、サンスの女領主ジャンヌ・ド・マルマンと間の子として生まれた。若い頃は馬上槍試合が大好きな乱暴者として知られていた。また彼の顔立ちは「レンヌからディナンまでで一番悍ましい」と評された。
はじめブルターニュ公シャルル・ド・ブロワに仕え、ブルターニュ継承戦争に身を投じる。1353年ごろからフランス王のために働き、「ノルマンディーとブルターニュにおける王の代理人」アルヌール・ドードレームの旗下で闘う。1354年4月10日、モンミュラン城において、コー地方の騎士にしてカーン城主ウスタシュ・デ・マレの手によって騎士に叙任される。
1356年から翌1357年まで、ポントルソンの守備隊長ピエール＝ド＝ヴィリエの旗下で戦い、ジャン・ド・モンフォール（ジャン4世）に味方するランカスター公ヘンリー・オブ・グロスモント率いるイングランド軍の侵攻に対してレンヌを守りぬいた。この功により、1357年12月にトゥール貨で200Lの報酬と共に、ポントルソン守備隊長とモン・サン＝ミシェル守備隊長に任じられる。1359年にはムランの包囲戦に参加するが、この年の終わりに初めて捕虜になる。
1360年には「バス・ノルマンディー、アランソン伯領、アンジュー、メーヌにおける王の代理人」となり、コタンタン半島のラ＝ロシュ＝テッサンの城を受け取る。同年に旗騎士となるも、終盤には2回目の捕虜となる。続いて「カーンとコタンタンのバイイ管区における守備隊長」になり、「ノルマンディーにおける総大将」、「ルーアンから、セーヌ川及びシャルトルのバイイ管区までにおける総大将」、最終的には、1364年6月24日に「ロワール川からセーヌ川にかけての地域を範囲とする国王の代理人」になる。
1364年、シャルル5世がフランス国王に即位すると彼に仕え、ナバラ王カルロス2世と戦い5月16日にノルマンディーのコシュレルの戦いで大勝利した。同年にロングヴィル伯となるが、9月29日のオーレの戦いで敗北しシャルル・ド・ブロワは戦死、ゲクランは仇敵ジャン4世に捕えられ3度目の捕虜になったが、シャルル5世の払った身代金によって解放された。1366年と1368年には、アンジュー公のためにプロヴァンス伯領で戦争をする。
また、1366年にゲクランは、失職して社会不安の原因となった各地の傭兵たちをまとめてカスティーリャに向かい、異母弟のペドロ1世（残虐王）と争っていたエンリケ・デ・トラスタマラの援軍として、ペドロ1世と結んだイングランドのエドワード黒太子と戦った。ゲクランは各地で勝利を収め、エンリケからモリナ公に任じられたものの、1367年のナヘラの戦いで黒太子に大敗して再びイングランドの捕虜となり、シャルル5世が立て替えた莫大な身代金と引き換えに解放されている。1369年にはモンティエルの戦いでペドロ1世率いるカスティーリャ軍を破り、エンリケはカスティーリャ王エンリケ2世として即位する（第一次カスティーリャ継承戦争）。
続くイングランドとの戦いではポワトゥーやサントンジュを取り戻し、イングランド軍をブルターニュに追いやった。これらの功績により、ゲクランは1370年10月2日、シャルル5世によってフランス王軍司令官に任じられている。1374年、ランカスター公ジョン・オブ・ゴーント（黒太子の弟）がカレーからボルドーに進撃したが、ゲクランの働きによって得るところなく退却した。1375年にブリュージュ条約が結ばれ、百年戦争は2年間の休戦を迎える。この条約によってフランスはほぼ戦前の旧状に復し、カレー、シェルブール、ブレスト、ボルドー、バイヨンヌの諸都市を除いた地域を取り戻した。
1378年、シャルル5世の命じたブルターニュ攻略には気が進まなかったが、ゲクランの指揮によってフランス軍は再び勝利を収めた。
1380年7月13日、ゲクランは南フランス・ラングドック地方のシャトーヌフ・ド・ランドン（en）を包囲中に赤痢によって病没した。シャルル5世は、王家の墓所パリのサン＝ドニ大聖堂にゲクランを埋葬するように命じた。2ヶ月後にはシャルル5世も死亡したが、今もゲクランの石棺はシャルル5世の足元に置かれている。なお、心臓は地元ディナンのサン＝ソヴール教会（fr）に埋葬された。
ゲクランの性格は、ルネサンスの傭兵隊長に近い合理的な側面を見せながら、中世の騎士道精神も残した過渡期特有の二面性を持ったものだった。奇襲や野戦のような戦術を用いる臨機応変な戦術で勝利を収めながらも、名誉を重視してやたらと誓いを立て、エドワード黒太子に勝つまで座って食事をしないなどの制約を自らに課すようなところは、中世の騎士そのままだった。彼は死亡するまでに、フランスの大部分をイングランドから奪い返した。

## 結婚
ゲクランは2回結婚したことが知られている。
1回目は1363年、ヴィトレでティファーヌ・ラグネル（1373年没）と結婚した。シャテル＝オジェの領主にして30人の戦いの英雄であるロバン3世・ラグネルとラ＝ベリエール女副伯ジャンヌ＝ド＝ディナンとの間の娘である。
2回目は1374年1月21日、レンヌで、ジャンヌ・ド・ラヴァル（1385年以降没）と結婚した。ジャン・ド・ラヴァルとイザボー・ド・タンテニャックとの間の娘である。1380年に未亡人となったジャンヌは、ラヴァル領主ギー12世・ド・ラヴァルと1384年5月28日に再婚した。2人の外孫にアンドレ・ド・ラヴァルがいる。
嫡出子はいない。

## 親類縁者
兄弟が1人いた。
- オリヴィエ・デュ・ゲクラン - ベルトランの死後、ロングヴィル伯の称号を授かる。

従兄弟が2人いた。
- オリヴィエ・ド・モーニー - ノルマンディーの総大将。シャルル6世の侍従。レスネンの領主。フランス王国同輩。
- オリヴィエ・デュ・ゲクラン - ヴァリュゼの領主。シャルル・ド・ブロワの支持者として活躍。

他にもコンタミーヌは、アラン・ド・ボーモンや、アンヌヴィルの領主ギヨーム・デュ・ゲクランらを縁者として挙げている。

## ベルトラン・デュ・ゲクランを題材にした作品

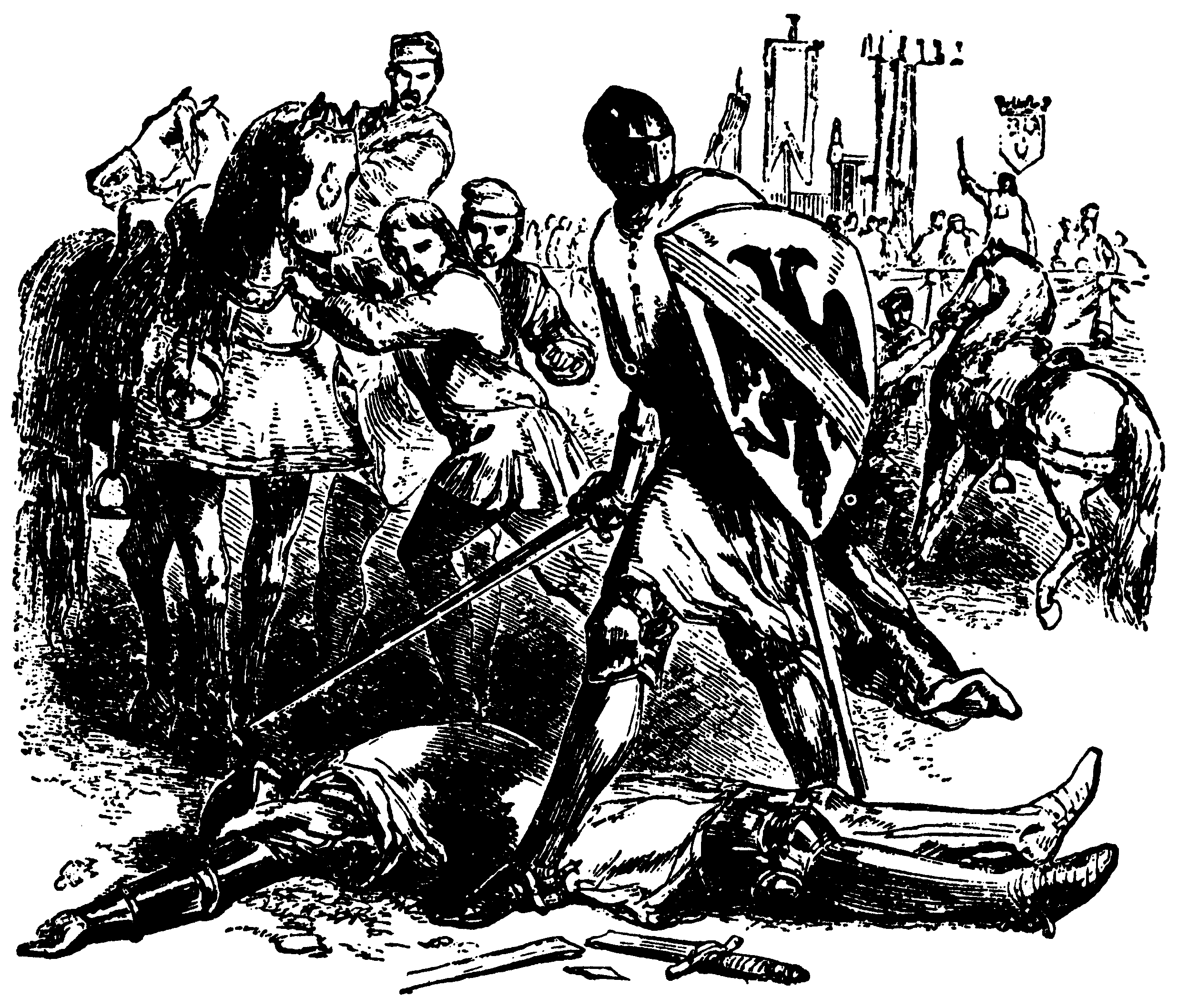
ヒーローとしてのイメージ。イングランドの騎士との槍試合に勝利した若き日のゲクラン

その死後、フランスでは破天荒な豪傑、救国の英雄と見なされるようになり、多くの物語や歴史小説、さらには映画の題材になった。
ロジェ・ヴェルセルのベストセラー小説を映画化したフランス映画『快傑ゲクラン』（1948年）があり、日本でも公開されている。しかし、現在の日本におけるベルトラン・デュ・ゲクランのイメージは、彼を主人公にその性格や彼を取り巻く人々とを描いた佐藤賢一の小説によって形作られたところが大きい。
映画
- 快傑ゲクラン（Du Guesclin）（ベルナール・ド・ラツール監督、1948年フランス映画）

小説
- 佐藤賢一『双頭の鷲』（新潮社、1999年）
  - 新潮文庫版：ISBN 4101125317, ISBN 4101125325

## 称号
- ポントルソン及びモン＝サン・ミシェル守備隊長
- フランス王により、ロングヴィル伯
- カスティーリャ王によりグラナダ王、モリナ公
- ポントルソンの領主

## 註
1. ↑  この作戦はオリヴィエ・ド・クリッソンが提案したものとも言われる。